# Krypta der Nationaldichter auf dem Wawel

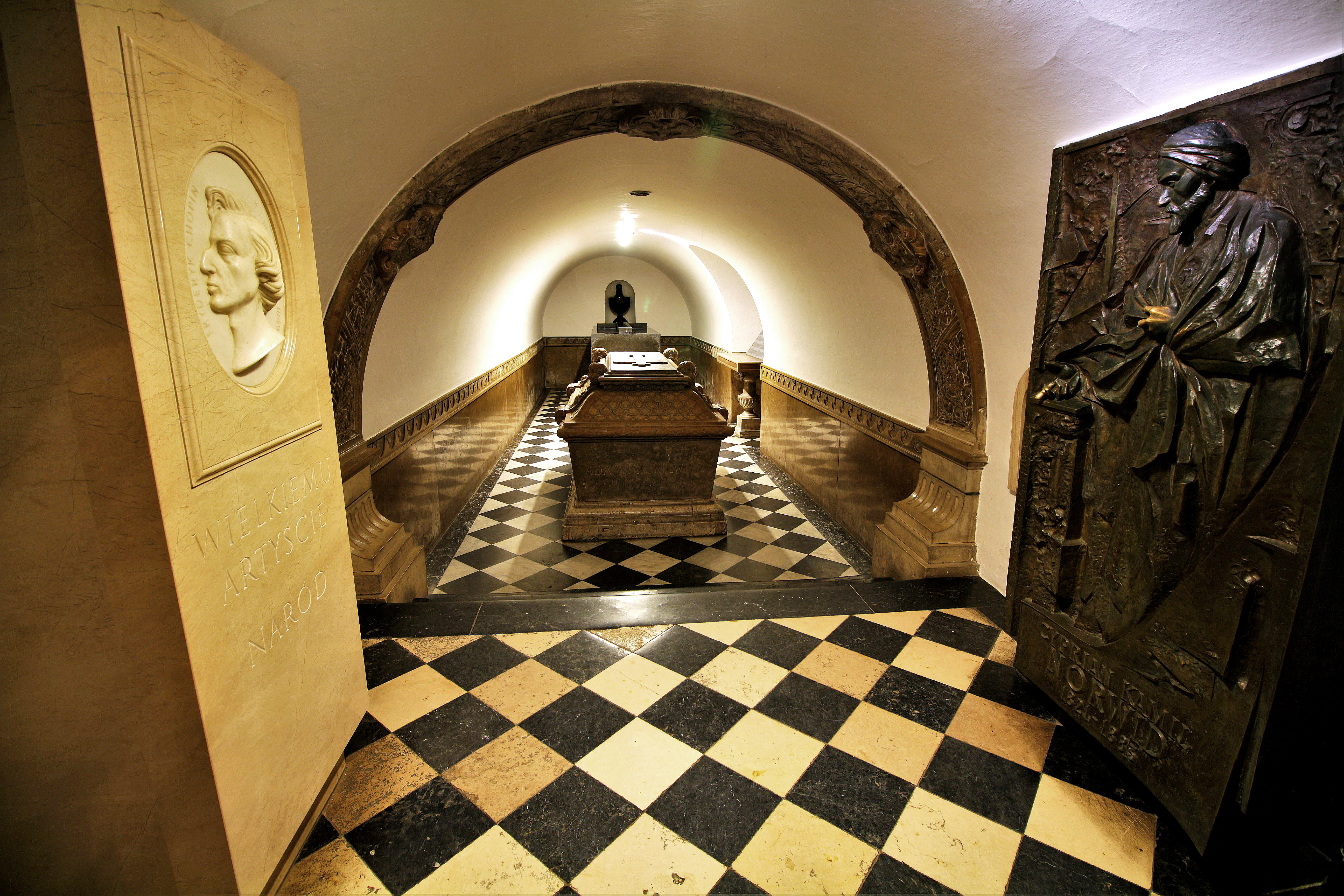
Eingangsbereich

Die Krypta der Nationaldichter auf dem Wawel (poln. Krypta Wieszczów Narodowych na Wawelu) ist eine Krypta, die sich im Kellergeschoss der Krakauer Wawel-Kathedrale befindet. Der Eingang befindet sich vor der Lipski-Kapelle. Sie wurde Ende des 19. Jahrhunderts durch Verbindung mehrerer Grabkammern eingerichtet. Zunächst wurde 1890 der Leichnam des 1855 verstorbenen Dichters Adam Mickiewicz, der als bedeutendster Vertreter der Polnischen Romantik gilt, hierher überführt. 1927 folgte die Überführung des 1848 verstorbenen Juliusz Słowacki. Beide werden in Polen zu den Drei Barden gezählt. Schließlich wurden 1993 und 2010 Cyprian Kamil Norwid und Frédéric Chopin, hier als Dichter des Klaviers bezeichnet, symbolisch hier beigesetzt. Das Epitaph für Norwid schuf Czesław Dźwigaj, das für Chopin ist eine Kopie desjenigen vom Friedhof Cimetière du Père-Lachaise. Die Krypta ist öffentlich zugänglich.